# Sæmundur Ormsson
Sæmundur Ormsson (1227 – 1252) fue un caudillo medieval y goði de Islandia que tuvo un papel relevante durante la guerra civil islandesa, episodio histórico conocido como Sturlungaöld. Pertenecía al clan familiar de los Svínfellingar, hijo de Ormur Jónsson Svínfellingur y Álfheiðar Njálsdóttur. Su padre murió siendo adolescente y con su hermano Guðmundur fueron criados en Kirkjubæ en Síða. En un principio Ögmundur Helgason se hizo administrador de los bienes de Ormur, pero barrió en su propio beneficio y lucro, por lo que fue condenado por el Althing y se granjeó la enemistad de Sæmundur.
Sæmundur casó con Ingunn, hija de Sturla Sighvatsson en 1248 y su tío Þórður kakali Sighvatsson le instó a dejar de lado a Ögmundur y sus ambiguos negocios. Durante dos años, los dos hermanos estuvieron en disputa hasta la intercesión del obispo Brandur Jónsson, pero pese a llegar a un acuerdo Ögmundur no tuvo intenciones de paz y espero a la muerte de su esposa Steinnun (y tía de los dos hermanos, quien había insistido mucho en la reconciliación), para atacar dos semanas más tarde a Sæmundur y Guðmundur que estaban de viaje y lejos de Kirkjubæ, matándoles el 13 de abril de 1252.